# Semana Internacional de Cine de Valladolid

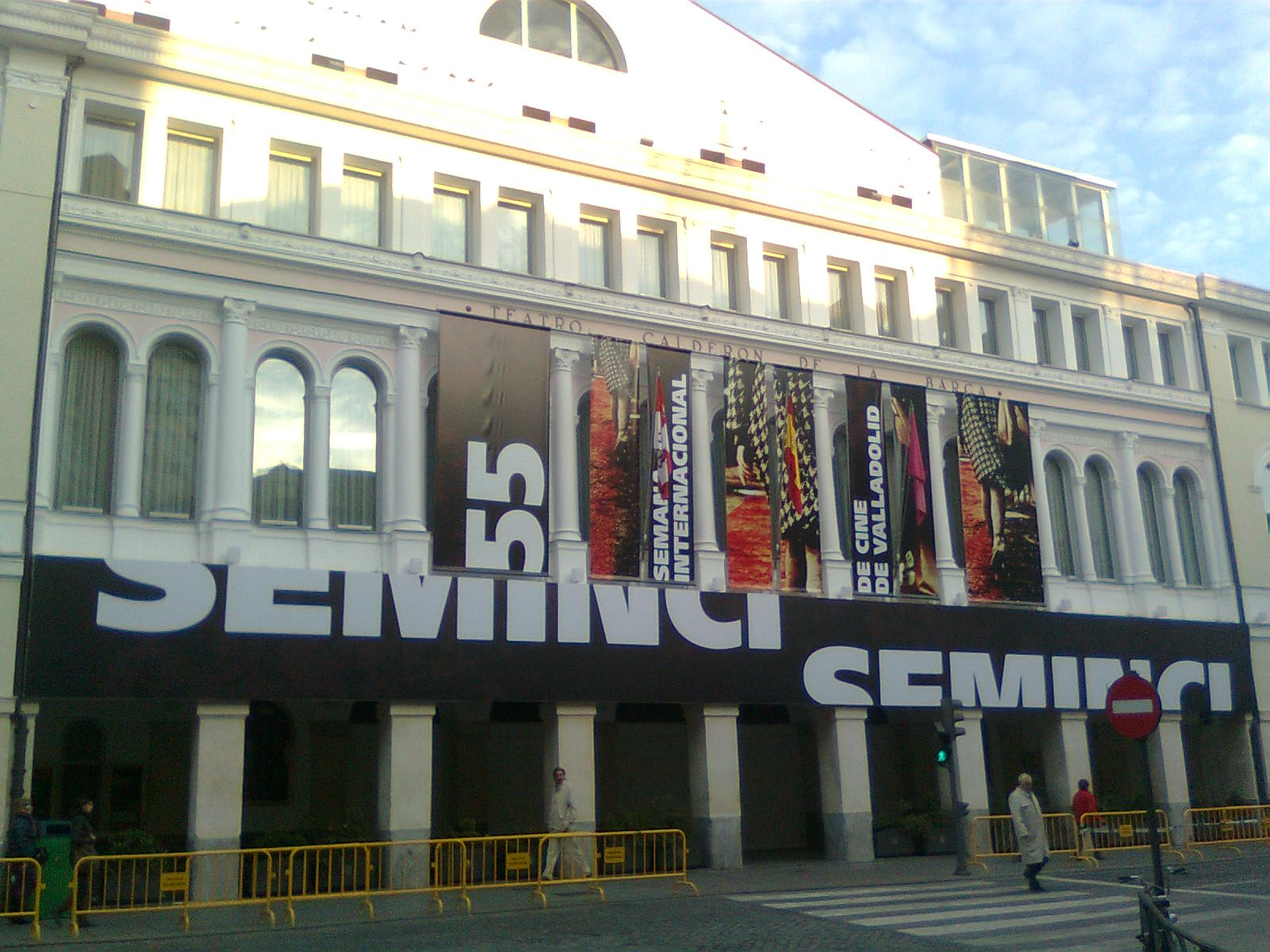
Il Teatro Calderón di Valladolid durante la Seminci 2010

La Semana Internacional de Cine de Valladolid, conosciuta anche con l'acronimo Seminci o a livello internazionale come Valladolid International Film Festival, è un festival cinematografico che si svolge annualmente nella città di Valladolid dal 1956.

## Storia
Il festival nasce il 20 marzo 1956 con il nome Semana de Cine Religioso de Valladolid, nell'ambito delle celebrazioni per la Settimana santa, considerando il cinema come mezzo di trasmissione dei valori morali cattolici. Considerato il ristretto numero di film a tematica religiosa disponibili, nel 1960 la manifestazione muta denominazione in Semana Internacional de Cine Religioso y de Valores Humanos e apre il suo programma a film impegnati, dalle tematiche sociali. Nel 1973 viene poi abbandonata la caratterizzazione religiosa del festival, adottando il nome definitivo di Semana Internacional de Cine de Valladolid.

## Premi

L'Espiga de oro è il massimo riconoscimento della Seminci

Le prime due edizioni della Seminci sono state non competitive, mentre nel 1958 è stato introdotto il premio Don Bosco, affiancato dalla Mención especial, che già l'anno successivo sono stati sostituiti rispettivamente dal premio Lábaro e dal premio Ciudad de Valladolid. Nelle due edizioni successive sono stati introdotti ulteriori premi, l'Espiga e il premio San Gregorio.
A partire dal 1974 è stato eliminato il premio Lábaro e l'Espiga è diventato il riconoscimento principale del festival. In seguito si sono via via aggiunti altri premi, come quelli al migliore attore e alla migliore attrice (1979), alla migliore sceneggiatura (1984), alla migliore opera prima (1989), al miglior regista esordiente (1992).

### Albo d'oro

#### Anni 1958-1969
- 1958
  - Premio Don Bosco de oro: Colui che deve morire (Celui qui doit mourir), regia di Jules Dassin
  - Premio Don Bosco de plata: Le notti di Cabiria, regia di Federico Fellini
  - Mención especial: Arrivederci, Dimas (Los jueves, milagro), regia di Luis García Berlanga
- 1959
  - Lábaro de oro: Il prigioniero (The Prisoner), regia di Peter Glenville
  - Lábaro de plata: La redenzione, regia di Vincenzo Lucci-Chiarissi
  - Premio Ciudad de Valladolid: La parete di fango (The Defiant Ones), regia di Stanley Kramer
- 1960
  - Lábaro de oro: Il settimo sigillo (Det sjunde inseglet), regia di Ingmar Bergman
  - Lábaro de plata: non assegnato
  - Espiga de oro: I 400 colpi (Les quatre cents coups), regia di François Truffaut
  - Espiga de plata: Il ponte (Die Brücke), regia di Bernhard Wicki
  - Premio Ciudad de Valladolid: Tokendé, regia di Gérard de Boe
- 1961
  - Lábaro de oro: La fontana della vergine (Jungfrukällan), regia di Ingmar Bergman
  - Espiga de oro: Ordine di esecuzione (Am Galgen hängt die Liebe), regia di Edwin Zbonek
  - Premio Ciudad de Valladolid: Morte in vacanza (Macario), regia di Roberto Gavaldón
  - Premio San Gregorio: Le voyage en ballon, regia di Albert Lamorisse
- 1962
  - Lábaro de oro: non assegnato
  - Espiga de oro: Il posto, regia di Ermanno Olmi
  - Premio Ciudad de Valladolid: Cerca de las estrellas, regia di César Ardavín
  - Premio San Gregorio: L'isola nuda (Hadaka no shima), regia di Kaneto Shindō
- 1963
  - Lábaro de oro: Processo a Giovanna d'Arco (Procès de Jeanne d'Arc), regia di Robert Bresson
  - Espiga de oro: L'inverno ti farà tornare (Une aussi longue absence), regia di Henri Colpi ex aequo La steppa, regia di Alberto Lattuada
  - Premio San Gregorio: Heureux anniversaire, regia di Pierre Étaix
  - Premio Ciudad de Valladolid: Das Wunder des Malachias, regia di Bernhard Wicki
- 1964
  - Lábaro de oro: Mort, où est ta victoire?, regia di Hervé Bromberger
  - Espiga de oro: Io sono un campione (This Sporting Life), regia di Lindsay Anderson
  - Premio San Gregorio: non assegnato
  - Premio Ciudad de Valladolid: I gigli del campo (Lilies of the Field), regia di Ralph Nelson
- 1965
  - Lábaro de oro: non assegnato
  - Espiga de oro: Skoplje '63, regia di Veljko Bulajić
  - Premio San Gregorio: Alleman, regia di Bert Haanstra
  - Premio Ciudad de Valladolid: Harakiri (Seppuku), regia di Masaki Kobayashi
- 1966
  - Lábaro de oro: Luci d'inverno (Nattvardsgästerna), regia di Ingmar Bergman
  - Espiga de oro: Il corridoio della paura (Shock Corridor), regia di Samuel Fuller
  - Premio San Gregorio: Juguetes rotos, regia di Manuel Summers
  - Premio Ciudad de Valladolid: Vidas secas, regia di Nelson Pereira dos Santos
  - Premio speciale della giuria: Beata, regia di Anna Sokolowska
- 1967
  - Lábaro de oro: Francesco d'Assisi, regia di Liliana Cavani
  - Espiga de oro: Barbarossa (Akahige), regia di Akira Kurosawa
  - Premio San Gregorio: Calanda, regia di Juan Luis Buñuel
  - Premio Ciudad de Valladolid: Au hasard Balthazar, regia di Robert Bresson ex aequo Le stagioni del nostro amore di Florestano Vancini
  - Premio speciale della giuria: Georgy Girl, regia di Silvio Narizzano
- 1968
  - Lábaro de oro: Privilege, regia di Peter Watkins
  - Espiga de oro: L'ultimo samurai (Joi-uchi), regia di Masaki Kobayashi
  - Premio San Gregorio: Derrière la fenêtre, regia di Jean Schmidt ex aequo Por primera vez, regia di Octavio Cortázar
  - Premio Ciudad de Valladolid: Il salto (Le saut), regia di Christian de Chalonge
  - Premio speciale della giuria: Barriera, regia di Jerzy Skolimowski
- 1969
  - Lábaro de oro: non assegnato
  - Espiga de oro: Żywot Mateusza, regia di Witold Leszczynski
  - Premio San Gregorio: Duello nel Pacifico (Hell in the Pacific), regia di John Boorman
  - Premio Ciudad de Valladolid: Diario di una schizofrenica, regia di Nelo Risi
  - Premio speciale della giuria: La vergogna (Skammen), regia di Ingmar Bergman

#### Anni 1970-1979
- 1970
  - Lábaro de oro: Il ragazzo selvaggio (L'enfant sauvage), regia di François Truffaut
  - Espiga de oro: Sangue di condor (Yawar mallku), regia di Jorge Sanjinés
  - Premio San Gregorio: El bosque del lobo, regia di Pedro Olea
  - Premio Ciudad de Valladolid: La struttura di cristallo (Struktura kryształu), regia di Krzysztof Zanussi
  - Premio speciale della giuria: Passione (En passion), regia di Ingmar Bergman
- 1971
  - Lábaro de oro: non assegnato
  - Espiga de oro: Strategia del ragno, regia di Bernardo Bertolucci ex aequo Shonen, regia di Nagisa Ōshima
  - Premio San Gregorio: Élise ou la vraie vie, regia di Michel Drach
  - Premio Ciudad de Valladolid: Kes, regia di Ken Loach
  - Premio speciale della giuria: Ternos caçadores, regia di Ruy Guerra
- 1972
  - Lábaro de oro: non assegnato
  - Espiga de oro: Le due inglesi (Les deux anglaises et le continent), regia di François Truffaut
  - Premio San Gregorio: Vita di famiglia (Zycie rodzinne), regia di Krzysztof Zanussi
  - Premio Ciudad de Valladolid: Walkabout, regia di Nicolas Roeg
  - Premio speciale della giuria: non assegnato. Originariamente assegnato dalla giuria a Paese del silenzio e dell'oscurità (Land des Schweigens und der Dunkelheit) di Werner Herzog, incompatibile però con il regolamento, in quanto film presentato in 16mm.[2]
- 1973
  - Lábaro de oro: non assegnato
  - Espiga de oro: Ludwig, regia di Luchino Visconti
  - Premio San Gregorio: Mon oncle Antoine, regia di Claude Jutra
  - Premio Ciudad de Valladolid: Città amara - Fat City (Fat City), regia di John Huston
  - Premio speciale della giuria: Paulina 1880, regia di Jean-Louis Bertuccelli
- 1974
  - Espiga de oro: Harold e Maude (Harold and Maude), regia di Hal Ashby
  - Premio San Gregorio: Serpico, regia di Sidney Lumet
  - Premio Ciudad de Valladolid: Udoli vcel, regia di Frantisek Vlácil
  - Premio speciale della giuria: Ludwig - Requiem per un Re vergine (Ludwig II, Requiem für einen jungfräulichen König), regia di Hans Jürgen Syberberg
- 1975
  - Espiga de oro: Gruppo di famiglia in un interno, regia di Luchino Visconti
  - Premio San Gregorio: Cognome e nome: Lacombe Lucien (Lacombe Lucien), regia di Louis Malle
  - Premio Ciudad de Valladolid: Karl e Kristina (Utvandrarna), regia di Jan Troell
  - Premio speciale della giuria: Prima pagina (The Front Page), de Billy Wilder. Estados Unidos, 1974.
- 1976
  - Espiga de oro: La terra della grande promessa (Ziemia obiecana), regia di Andrzej Wajda
  - Premio San Gregorio: Corruzione in una famiglia svedese (En handfull kärlek), regia di Vilgot Sjöman
  - Premio Ciudad de Valladolid: Qualcuno volò sul nido del cuculo (One Flew over the Cuckoo's Nest), regia di Miloš Forman
- 1977
  - Espiga de oro: Providence, regia di Alain Resnais
  - Premio San Gregorio: Winstanley, regia di Kevin Brownlow e Andrew Mollo
  - Premio Ciudad de Valladolid: Jonas che avrà vent'anni nel 2000 (Jonas qui aura 25 ans en l'an 2000), regia di Alain Tanner
- 1978
  - Espiga de oro: Perché no? (Pourquoi pas!), regia di Coline Serreau
  - Espiga de plata: Tuta blu (Blue Collar), regia di Paul Schrader
- 1979
  - Espiga de oro: Le strelle nel fosso, regia di Pupi Avati
  - Menzione speciale: Il fuorilegge (Perceval le Gallois), regia di Éric Rohmer
  - Premio per la miglior attrice: Jirina Sejbalová - Solo pro starou damu
  - Premio per il miglior attore: Stanislav Lyubshin - Cinque serate (Pyat vecherov)

#### Anni 1980-1989
- 1980
  - Espiga de oro: Sluzhebno polozhenie: ordinaretz, regia di Kiran Kolarov
  - Menzioni speciali:
    - Le cheval d'orgueil, regia di Claude Chabrol
    - Histoire d'Adrien, regia di Jean-Pierre Denis
    - Eraserhead - La mente che cancella (Eraserhead), regia di David Lynch
- 1981
  - Espiga de oro: Eles não usam black-tie, regia di Leon Hirszman
  - Menzioni speciali:
    - Het teken van het beest, regia di Pieter Verhoeff
    - Manoel de Oliveira

  - Menzione straordinaria in memoria di Manuel Villegas López: Anni di piombo (Die bleierne Zeit), regia di Margarethe von Trotta
- 1982
  - Espiga de oro: Ana, regia di António Reis e Margarida Cordeiro
  - Menzioni speciali:
    - Un altro sguardo (Egymásra nézve), regia di Károly Makk
    - Reisender Krieger, regia di Christian Schocher
- 1983
  - Espiga de oro: Kharij, regia di Mrinal Sen
  - Menzioni speciali alle attrici:
    - Danielle Darrieux - En haut des marches
    - Lili Monori - Visszaesök
- 1984
  - Espiga de oro: In gara con la luna (Racing with the Moon), regia di Richard Benjamin ex aequo Man of Flowers, regia di Paul Cox
  - Espiga de plata: L'uomo perfetto (Les princes), regia di Tony Gatlif
  - Premio François Truffaut per il miglior regista: Michael Radford - Orwell 1984 (Nineteen Eighty-Four)
  - Premio per la miglior attrice: Natalya Andrejchenko e Inna Churikova - Voyenno-polevoj roman
  - Premio per il miglior attore: John Hurt e Richard Burton - Orwell 1984 (Nineteen Eighty-Four)
- 1985
  - Espiga de oro: Åke och hans värld, regia di Allan Edwall
  - Espiga de plata: Sugar Baby (Zuckerbaby), regia di Percy Adlon
  - Premio François Truffaut per la miglior opera prima: Fuga d'inverno (Mrs. Soffel), regia di Gillian Armstrong
  - Premio per la miglior attrice: Concha Velasco - La hora bruja
  - Premio per il miglior attore: Francisco Rabal - La hora bruja
  - Premio 30º anniversario: István Szabó per il complesso dell'opera
  - Menzione speciale della giuria: No Surrender, regia di Peter Smith
- 1986
  - Espiga de oro: Sacrificio (Offret), regia di Andrej Tarkovskij ex aequo Mona Lisa, de Neil Jordan
  - Espiga de plata: El disputado voto del señor Cayo, regia di Antonio Giménez-Rico
  - Premio François Truffaut per la miglior opera prima: C'era una volta un re - La película del rey (La película del rey), regia di Carlos Sorín
  - Premio per la miglior attrice: Meryl Streep - Heartburn - Affari di cuore (Heartburn)
  - Premio per il miglior attore: Bob Hoskins - Mona Lisa
- 1987
  - Espiga de oro: Zavtra byla voyna, regia di Yuri Kara
  - Espiga de plata: Yeelen, la luce (Yeelen), regia di Souleymane Cissé
  - Premio speciale della giuria: Astrid Henning-Jensen per il complesso dell'opera
  - Menzione speciale della giuria: Oci ciornie, regia di Nikita Mihalkov
  - Premio François Truffaut per la miglior opera prima: Cibo per draghi (Drachenfutter), regia di Jan Schütte ex aequo Vorrei che tu fossi qui! (Wish You Were Here), regia di David Leland
  - Premio per la miglior attrice: Leonor Manso - Made in Argentina
  - Premio per il miglior attore: Dennis Quaid - The Big Easy
- 1988
  - Espiga de oro: Voci lontane... sempre presenti (Distant Voices, Still Lives), regia di Terence Davies
  - Espiga de plata: Un affare di donne (Une affaire de femmes), regia di Claude Chabrol
  - Menzione speciale della giuria: Fu rong zhen, regia di Xie Jin
  - Premio François Truffaut per la miglior opera prima: Anna, regia di Yurek Bogayevicz
  - Premio per la miglior attrice: Isabelle Huppert - Un affare di donne
  - Premio per il miglior attore: Charles Grodin - Prima di mezzanotte (Midnight Run) ex aequo Oleg Yankovsky - Filyor
- 1989
  - Espiga de oro: Ha-kayitz shel Aviya, regia di Eli Cohen
  - Espiga de plata: Città zero (Gorod zero), regia di Karen Shakhnazarov
  - Premio per la miglior opera prima: Wallers letzter gang, regia di Christian Wagner
  - Menzione speciale della giuria: Mondo virtuale (Speaking Parts), regia di Atom Egoyan
  - Premio per la miglior attrice: Dana Vávrová - Herbstmilch
  - Premio per il miglior attore: Antonio Banderas - La blanca paloma

#### Anni 1990-1999
- 1990
  - Espiga de oro: Ju Dou, regia di Zhang Yimou
  - Espiga de plata: Un angelo alla mia tavola (An Angel at My Table), regia di Jane Campion
  - Premio speciale della giuria: Karartma geceleri, regia di Yusuf Kurçenli ex aequo La luna en el espejo, regia di Silvio Caiozzi
  - Premio per la miglior opera prima: Sta' fermo, muori e resuscita (Zamri, umri, voskresni!), regia di Vitali Kanevski
  - Premio per il miglior regista: Vitali Kanevski - Sta' fermo, muori e resuscita (Zamri, umri, voskresni!)
  - Premio per la miglior attrice: Kerry Fox - Un angelo alla mia tavola (An Angel at My Table)
  - Premio per il miglior attore: Dirk Bogarde - Daddy Nostalgie
- 1991
  - Espiga de oro: Il perito (The Adjuster), regia di Atom Egoyan ex aequo Thelma & Louise, regia di Ridley Scott
  - Espiga de plata: Riff Raff, regia di Ken Loach
  - Premio speciale della giuria: Rebro Adama, regia di Vyacheslav Krishtofovich
  - Premio per la miglior opera prima: Istantanee (Proof), regia di Jocelyn Moorhouse
  - Premio per la miglior attrice: María Rojo - Danzón e La tarea
  - Premio per il miglior attore: Harley Cross - El niño que gritó puta
- 1992
  - Espiga de oro: Léolo, regia di Jean-Claude Lauzon ex aequo Il lungo giorno finisce (The Long Day Closes), regia di Terence Davies
  - Espiga de plata: Padre Daens (Daens), regia di Stijn Coninx
  - Premio speciale della giuria: Una estación de paso, regia di García Querejeta
  - Premio Pilar Miró per il miglior nuovo regista: Susanne Bier - Freud flyttar hemifrån...
  - Premio per la miglior attrice: Brigitte Roüan - Olivier, Olivier
  - Premio per il miglior attore: all'intero cast - Americani (Glengarry Glen Ross)
- 1993
  - Espiga de oro: La strategia della lumaca (La estrategia del caracol), regia di Sergio Cabrera
  - Espiga de plata: The Snapper, regia di Stephen Frears
  - Premio Pilar Miró per il miglior nuovo regista: Steven Zaillian - In cerca di Bobby Fischer (Searching for Bobby Fischer)
  - Premio per la miglior attrice: Tina Kellegher - The Snapper
  - Premio per il miglior attore: Gian Maria Volonté - Il tiranno Banderas (Tirano Banderas)
- 1994
  - Espiga de oro: Sotto gli ulivi (Zire darakhatan zeyton), regia di Abbas Kiarostami
  - Espiga de plata: Exotica, regia di Atom Egoyan
  - Premio speciale della giuria: Louis Malle e tutto il cast di Vanya sulla 42esima strada (Vanya on 42nd Street)
  - Premio Pilar Miró per il miglior nuovo regista: Boaz Yakin - Fresh ex aequo Nancy Meckler - Sister My Sister
  - Premio per la miglior attrice: Joely Richardson e Jodhi May - Sister My Sister
  - Premio per il miglior attore: Vladimir Vega - Ladybird Ladybird
- 1995
  - Espiga de oro: Someone Else's America, regia di Goran Paskaljevic
  - Espiga de plata: El callejón de los milagros, regia di Jorge Fons
  - Premio speciale della giuria: Nelly e Mr. Arnaud (Nelly et Monsieur Arnaud), regia di Claude Sautet
  - Premio Pilar Miró per il miglior nuovo regista: Icíar Bollaín - Hola, ¿estás sola? ex aequo Tom DiCillo - Si gira a Manhattan (Living in Oblivion)
  - Premio per la miglior attrice: Antje de Boeck - Manneken Pis
  - Premio per il miglior attore: Bruno Bichir - El callejón de los milagros
- 1996
  - Espiga de oro: La Promesse, regia di Jean-Pierre e Luc Dardenne
  - Espiga de plata: Un héros très discret, regia di Jacques Audiard
  - Premio Pilar Miró per il miglior nuovo regista: Shirley Barret - Love Serenade ex aequo Fernando León de Aranoa - Familia
  - Premio per la miglior attrice: Amalia Moutoussi - Stagona ston okeano
  - Premio per il miglior attore: Max von Sydow - Hamsun
- 1997
  - Espiga de oro: Il dolce domani (The Sweet Hereafter), regia di Atom Egoyan
  - Espiga de plata: Cosas que dejé en La Habana, regia di Manuel Gutiérrez Aragón ex aequo Ragazze (Career Girls), regia di Mike Leigh
  - Premio Pilar Miró per il miglior nuovo regista: Wolfgang Becker - Das Leben ist eine Baustelle
  - Premio per la miglior attrice: Pernilla August - Conversazioni private (Enskilda samtal)
  - Premio per il miglior attore: Nick Nolte - Affliction
- 1998
  - Espiga de oro: My Name Is Joe, regia di Ken Loach
  - Espiga de plata: Die siebtelbauern, regia di Stefan Ruzowitzky
  - Premio speciale della giuria: Balla la mia canzone (Dance Me to my Song), regia di Rolf de Heer
  - Premio Pilar Miró per il miglior nuovo regista: Christophe Ruggia - Le gone du Chaâba ex aequo Shane Meadows - Ventiquattrosette (Twentyfourseven)
  - Premio per la miglior attrice: Ariadna Gil - Lágrimas negras
  - Premio per il miglior attore: Peter Mullan - My Name Is Joe
- 1999
  - Espiga de oro: East Is East, regia di Damien O'Donnell
  - Espiga de plata: Zona di guerra (The War Zone), regia di Tim Roth
  - Premio speciale della giuria: Viaggio verso il sole (Günese yolculuk), regia di Yesim Ustaoglu
  - Premio Pilar Miró per il miglior nuovo regista: Alexander Payne - Election ex aequo Andreas Dresen - Nachtgestalten
  - Premio per la miglior attrice: Linda Bassett - East Is East
  - Premio per il miglior attore: Takeshi Kitano - L'estate di Kikujiro (Kikujiro no natsu)

#### Anni 2000-2009
- 2000
  - Espiga de oro: Requiem for a Dream, regia di Darren Aronofsky ex aequo La ville est tranquille, regia di Robert Guédiguian
  - Espiga de plata: Girlfight, regia di Karyn Kusama
  - Premio speciale della giuria: Las razones de mis amigos, regia di Gerardo Herrero
  - Premio Pilar Miró per il miglior nuovo regista: Stephen Daldry - Billy Elliot
  - Premio per la miglior attrice: Ariane Ascaride - La ville est tranquille
  - Premio per il miglior attore: Damián Alcázar - La ley de Herodes
- 2001
  - Espiga de oro: Italiano per principianti (Italiensk for begyndere), regia di Lone Scherfig
  - Espiga de plata: Il figlio della sposa (El hijo de la novia), regia di Juan José Campanella
  - Premio speciale della giuria: Éloge de l’amour, regia di Jean-Luc Godard ex aequo Chi lo sa? (Va savoir), regia di Jacques Rivette
  - Premio Pilar Miró per il miglior nuovo regista: Babak Payami - Il voto è segreto (Raye makhfi)
  - Premio per la miglior attrice: Emma Thompson - La forza della mente (Wit)
  - Premio per il miglior attore: Peter Gantzler - Italiano per principianti (Italiensk for begyndere)
- 2002
  - Espiga de oro: Sweet Sixteen, regia di Ken Loach
  - Espiga de plata: La locanda della felicità (Xingfu shiguang), regia di Zhang Yimou
  - Premio speciale della giuria: The Tracker, regia di Rolf de Heer
  - Premio Pilar Miró per il miglior nuovo regista: Diego Arsuaga - El último tren
  - Premio per la miglior attrice: Adriana Ozores - La vida de nadie ex aequo Dong Jie - La locanda della felicità (Xingfu shiguang)
  - Premio per il miglior attore: Héctor Alterio, Federico Luppi e Pepe Soriano - El último tren
- 2003
  - Espiga de oro: Osama, regia di Siddiq Barmak ex aequo Oro rosso (Talaye sorgh), regia di Jafar Panahi
  - Espiga de plata: Kitchen Stories (Salmer fra Kjøkkenet), regia di Bent Hamer
  - Premio speciale della giuria: Good Bye, Lenin!, regia di Wolfgang Becker
  - Premio Pilar Miró per il miglior nuovo regista: Sofia Coppola - Lost in Translation - L'amore tradotto (Lost in Translation)
  - Premio per la miglior attrice: Helen Buday - Alexandra's Project
  - Premio per il miglior attore: Jaime Sives - Wilbur begår selvmord
- 2004
  - Espiga de oro: Ferro 3 - La casa vuota (Bin-jip), regia di Kim Ki-duk
  - Espiga de plata: Private, regia di Saverio Costanzo
  - Premio speciale della giuria: Forbrydelser, regia di Annette K. Olesen
  - Premio Pilar Miró per il miglior nuovo regista: Leonardo di Cesare - Buena vida-delivery
  - Premio per la miglior attrice: Pilar Bardem - María querida
  - Premio per il miglior attore: Ricardo Darín - Luna de Avellaneda
- 2005
  - Espiga de oro: En la cama, regia di Matías Bize
  - Espiga de plata: Il tempo che resta (Le temps qui reste), regia di François Ozon
  - Premio 50º anniversario: Manderlay, regia di Lars von Trier ex aequo Niente da nascondere (Caché), regia di Michael Haneke
  - Premio Pilar Miró per il miglior nuovo regista: Daniel Cebrián - Segundo asalto
  - Premio per la miglior attrice: Krystina Feldman - Mój Nikifor
  - Premio per il miglior attore: Melvil Poupaud - Il tempo che resta (Le temps qui reste)
- 2006
  - Espiga de oro: Optimisti, regia di Goran Paskaljevic
  - Espiga de plata: Zemestan, regia di Rafi Pitts
  - Premio Pilar Miró per il miglior nuovo regista: Hernán Gaffet - Ciudad en celo
  - Premio per la miglior attrice: Laura Linney - Jindabyne
  - Premio per il miglior attore: Lazar Ristovski - Optimisti
- 2007
  - Espiga de oro: 14 kilómetros, regia di Gerardo Olivares
  - Espiga de plata: Plac Zbawiciela, regia di Krzysztof Krauze e Kos-Krauze
  - Premio Pilar Miró per il miglior nuovo regista: Eran Kolirin - La banda (Bikur Ha-Tizmoret)
  - Premio per la miglior attrice: Jowita Budnik - Plac Zbawiciela
  - Premio per il miglior attore: Karl Markovics - Il falsario - Operazione Bernhard (Die Fälscher)
- 2008
  - Espiga de oro: Estômago, regia di Marcos Jorge
  - Espiga de plata: El frasco, regia di Alberto Lecchi
  - Premio speciale della giuria: Retorno a Hansala, regia di Chus Gutiérrez
  - Premio Pilar Miró per il miglior nuovo regista: Marcos Jorge - Estômago
  - Premio per la miglior attrice: Maria Heiskanen - Maria Larssons eviga ögonblick
  - Premio per il miglior attore: João Miguel - Estômago ex aequo Unax Ugalde - La buena nueva
- 2009
  - Espiga de oro: Honeymoons, regia di Goran Paskaljevic
  - Espiga de plata: Lille soldat, regia di Annette K. Olesen
  - Premio speciale della giuria: L'Armée du crime, regia di Robert Guédiguian
  - Premio Pilar Miró per il miglior nuovo regista: Adán Aliaga - Estigmas
  - Premio per la miglior attrice: Trine Dyrholm - Lille soldat
  - Premio per il miglior attore: Alberto San Juan - La isla interior

#### Anni 2010-2019
- 2010
  - Espiga de oro: 
    - Copia conforme (Copie conforme), regia di Abbas Kiarostami
    - Sin retorno, regia di Miguel Cohan

  - Espiga de plata: La mosquitera, regia di Agustí Vila
  - Premio speciale della giuria: Il sentiero (Na putu), regia di Jasmila Žbanić
  - Premio Pilar Miró per il miglior nuovo regista: Miguel Cohan – Sin retorno
  - Premio per la miglior attrice: Emma Suárez – La mosquitera
  - Premio per il miglior attore: Jesper Christensen – En familie
  - Premio Miguel Delibes per la miglior sceneggiatura: Denis Villeneuve – La donna che canta (Incendies)
  - Premio per la miglior fotografia: Chung Mong-hong – Dì sì zhāng huà
  - Premio FIPRESCI: Sin retorno, regia di Miguel Cohan
  - Premio della gioventù: La donna che canta (Incendies), regia di Denis Villeneuve
  - Premio del pubblico: La donna che canta (Incendies), regia di Denis Villeneuve
- 2011
  - Espiga de oro: Hasta la vista, regia di Geoffrey Enthoven
  - Espiga de plata: Le nevi del Kilimangiaro (Les Neiges du Kilimandjaro), regia di Robert Guédiguian
  - Premio per il miglior regista: Agnieszka Holland – In Darkness (W ciemności)
  - Premio speciale della giuria: Circumstance, regia di Maryam Keshavarz
  - Premio Pilar Miró per il miglior nuovo regista: Paula Ortiz – De tu ventana a la mía
  - Premio per la miglior attrice: Zhou Dongyu – Shānzhāshù zhī liàn
  - Premio per il miglior attore:
    - Patrick Huard – Starbuck
    - Brendan Gleeson – Un poliziotto da happy hour (The Guard)

  - Premio Miguel Delibes per la miglior sceneggiatura: Philippe Falardeau – Monsieur Lazhar
  - Premio per la miglior fotografia: Robbie Ryan – Cime tempestose (Wuthering Heights)
  - Premio FIPRESCI: Monsieur Lazhar, regia di Philippe Falardeau
  - Premio della gioventù: Hasta la vista, regia di Geoffrey Enthoven
  - Premio del pubblico: Le nevi del Kilimangiaro (Les Neiges du Kilimandjaro), regia di Robert Guédiguian
- 2012
  - Espiga de oro: Les Chevaux de Dieu, regia di Nabil Ayouch
  - Espiga de plata: Hannah Arendt, regia di Margarethe von Trotta
  - Premio speciale della giuria: La Cinquième Saison, regia di Peter Brosens e Jessica Woodworth
  - Premio per il miglior regista: Jacques Audiard – Un sapore di ruggine e ossa (De rouille et d'os)
  - Premio Pilar Miró per il miglior nuovo regista: Cate Shortland – Lore
  - Premio per la miglior attrice:
    - Elle Fanning – Ginger & Rosa
    - Greisy Mena – La vida precoz y breve de Sabina Rivas

  - Premio per il miglior attore: Matthias Schoenaerts – Un sapore di ruggine e ossa (De rouille et d'os)
  - Premio Miguel Delibes per la miglior sceneggiatura: Jacques Audiard e Thomas Bidegain – Un sapore di ruggine e ossa (De rouille et d'os)
  - Premio per la miglior fotografia: Giles Nuttgens – I figli della mezzanotte (Midnight's Children)
  - Premio FIPRESCI: La Cinquième Saison, regia di Peter Brosens e Jessica Woodworth
  - Premio della gioventù: La Cinquième Saison, regia di Peter Brosens e Jessica Woodworth
  - Premio del pubblico: Diaz - Don't Clean Up This Blood, regia di Daniele Vicari
- 2013
  - Espiga de oro: Tōkyō kazoku, regia di Yōji Yamada
  - Espiga de plata: Run & Jump, regia di Steph Green
  - Premio per il miglior regista: Joanna Kos-Krauze e Krzysztof Krauze – Papusza
  - Premio Pilar Miró per il miglior nuovo regista: Diederik Ebbinge – Matterhorn
  - Premio per la miglior attrice: Nora Navas – Tots volem el millor per a ella
  - Premio per il miglior attore: Zbigniew Waleryś – Papusza
  - Premio Miguel Delibes per la miglior sceneggiatura: Agnès Jaoui e Jean-Pierre Bacri – Quando meno te l'aspetti (Au bout du conte)
  - Premio per la miglior fotografia: Christopher Blauvelt – Night Moves
  - Premio FIPRESCI: La ricostruzione (La reconstrucción), regia di Juan Taratuto
  - Premio della gioventù: Papusza, regia di Joanna Kos-Krauze e Krzysztof Krauze
  - Premio del pubblico: Short Term 12, regia di Destin Daniel Cretton
- 2014
  - Espiga de oro: Mita tova, regia di Sharon Maymon e Tal Granit
  - Espiga de plata: Kreuzweg - Le stazioni della fede (Kreuzweg), regia di Dietrich Brüggemann
  - Premio per il miglior regista: Volker Schlöndorff – Diplomacy - Una notte per salvare Parigi (Diplomatie)
  - Premio Pilar Miró per il miglior nuovo regista: Damien Chazelle – Whiplash
  - Premio per la miglior attrice: Levana Finkelshtein e Aliza Rozen – Mita tova
  - Premio per il miglior attore: Niels Arestrup – Diplomacy - Una notte per salvare Parigi (Diplomatie)
  - Premio Miguel Delibes per la miglior sceneggiatura: Kutluğ Ataman – Kuzu
  - Premio per la miglior fotografia: Feza Çaldıran – Kuzu
  - Premio FIPRESCI: Kreuzweg - Le stazioni della fede (Kreuzweg), regia di Dietrich Brüggemann
  - Premio della gioventù: Kreuzweg - Le stazioni della fede (Kreuzweg), regia di Dietrich Brüggemann
  - Premio del pubblico: La nostra vacanza in Scozia (What We Did on Our Holiday), regia di Andy Hamilton e Guy Jenkin
- 2015
  - Espiga de oro: Rams - Storia di due fratelli e otto pecore (Hrútar), regia di Grímur Hákonarson
  - Espiga de plata: Mustang, regia di Deniz Gamze Ergüven
  - Premio per il miglior regista: Naomi Kawase – Le ricette della signora Toku (An)
  - Premio Pilar Miró per il miglior nuovo regista: 
    - Deniz Gamze Ergüven – Mustang
    - Grímur Hákonarson – Rams - Storia di due fratelli e otto pecore (Hrútar)

  - Premio per la miglior attrice: Charlotte Rampling – 45 anni (45 Years)
  - Premio per il miglior attore: Gunnar Jónsson – Fúsi
  - Premio Miguel Delibes per la miglior sceneggiatura: Rodrigo Sepúlveda – Aurora
  - Premio per la miglior fotografia: Shai Goldman – Tikkun
  - Premio FIPRESCI: Mustang, regia di Deniz Gamze Ergüven
  - Premio della gioventù: Rams - Storia di due fratelli e otto pecore (Hrútar), regia di Grímur Hákonarson
  - Premio del pubblico: Mustang, regia di Deniz Gamze Ergüven
- 2016
  - Espiga de oro: La pazza gioia, regia di Paolo Virzì
  - Espiga de plata: Il cittadino illustre (El ciudadano ilustre), regia di Mariano Cohn e Gastón Duprat
  - Premio per il miglior regista: Anna Muylaert – Mãe só há uma
  - Premio Pilar Miró per il miglior nuovo regista: Mohamed Diab – Ištibāk
  - Premio per la miglior attrice: Valeria Bruni Tedeschi e Micaela Ramazzotti – La pazza gioia
  - Premio per il miglior attore: Naomi Nero – Mãe só há uma
  - Premio Miguel Delibes per la miglior sceneggiatura: Andrés Duprat – Il cittadino illustre (El ciudadano ilustre)
  - Premio per la miglior fotografia: Ahmed Gabr – Ištibāk
  - Premio FIPRESCI: Agnus Dei (Les Innocentes), regia di Anne Fontaine
  - Premio della gioventù: Il cliente (Forušande), regia di Asghar Farhadi
  - Premio del pubblico: La pazza gioia, regia di Paolo Virzì
- 2017
  - Espiga de oro: Omicidio al Cairo (The Nile Hilton Incident), regia di Tarik Saleh
  - Espiga de plata: The Rider - Il sogno di un cowboy (The Rider), regia di Chloé Zhao
  - Premio speciale della giuria: Human Flow, regia di Ai Weiwei
  - Premio per il miglior regista: Tarik Saleh – Omicidio al Cairo (The Nile Hilton Incident)
  - Premio Pilar Miró per il miglior nuovo regista: Chloé Zhao – The Rider - Il sogno di un cowboy (The Rider)
  - Premio per la miglior attrice: 
    - Lætitia Dosch – Montparnasse - Femminile singolare (Jeune Femme)
    - Agnieszka Mandat – Pokot

  - Premio per il miglior attore: Brady Jandreau – The Rider - Il sogno di un cowboy (The Rider)
  - Premio Miguel Delibes per la miglior sceneggiatura: Tarik Saleh – Omicidio al Cairo (The Nile Hilton Incident)
  - Premio per la miglior fotografia: Ágnes Pákózdi – Me mzis ts'veti var dedamits'aze
  - Premio della gioventù: Daha, regia di Onur Saylak
  - Premio del pubblico: L'insulto (L'Insulte), regia di Ziad Doueiri
- 2018
  - Espiga de oro: Genèse, regia di Philippe Lesage
  - Espiga de plata: 
    - La diseducazione di Cameron Post (The Miseducation of Cameron Post), regia di Desiree Akhavan
    - Un valzer tra gli scaffali (In den Gängen), regia di Thomas Stuber

  - Premio per il miglior regista: Philippe Lesage – Genèse
  - Premio Pilar Miró per il miglior nuovo regista: Milko Lazarov – Ága
  - Premio per la miglior attrice: Halldóra Geirharðsdóttir – La donna elettrica (Kona fer í stríð)
  - Premio per il miglior attore: Théodore Pellerin – Genèse
  - Premio Miguel Delibes per la miglior sceneggiatura: Gustav Möller – Il colpevole - The Guilty (Den skyldige)
  - Premio per la miglior fotografia: Hideho Urata – Huàn tǔ
  - Premio FIPRESCI: La caduta dell'impero americano (La Chute de l'empire américain), regia di Denys Arcand
  - Premio del pubblico: Il mio capolavoro (Mi obra maestra), regia di Gastón Duprat
- 2019
  - Espiga de oro: Öndög, regia di Quan'an Wang
  - Espiga de plata: La vita invisibile di Eurídice Gusmão (A vida invisível), regia di Karim Aïnouz
  - Premio per il miglior regista: Rúnar Rúnarsson – Bergmál
  - Premio Pilar Miró per il miglior nuovo regista: Mounia Meddour – Non conosci Papicha (Papicha)
  - Premio per la miglior attrice: Julia Stockler e Carol Duarte – La vita invisibile di Eurídice Gusmão (A vida invisível)
  - Premio per il miglior attore: Levan Gelbakhiani – And Then We Danced (Da chven vitsek'vet)
  - Premio Miguel Delibes per la miglior sceneggiatura: Jean-Pierre e Luc Dardenne – L'età giovane (Le Jeune Ahmed)
  - Premio per la miglior fotografia: Aymerick Pilarski – Öndög
  - Premio del pubblico: Non conosci Papicha (Papicha), regia di Mounia Meddour

#### Anni 2020-2029
- 2020
  - Espiga de oro: Preparativi per stare insieme per un periodo indefinito di tempo (Felkészülés meghatározatlan ideig tartó együttlétre), regia di Lili Horvát
  - Espiga de plata: Gaza mon amour, regia di Arab e Tarzan Nasser
  - Premio per il miglior regista:
    - Aurel – Josep
    - Ivan Ostrochovský – Služobníci

  - Premio Pilar Miró per il miglior nuovo regista: Lili Horvát – Preparativi per stare insieme per un periodo indefinito di tempo (Felkészülés meghatározatlan ideig tartó együttlétre)
  - Premio per la miglior attrice: Natasa Stork – Preparativi per stare insieme per un periodo indefinito di tempo (Felkészülés meghatározatlan ideig tartó együttlétre)
  - Premio per il miglior attore: Shai Avivi – Noi due (Here We Are)
  - Premio Miguel Delibes per la miglior sceneggiatura: Arab Nasser, Tarzan Nasser e Fadette Drouard – Gaza mon amour
  - Premio per la miglior fotografia: Matthias Delvaux – Tā fángjiān lǐ de yún
  - Premio José Salcedo per il miglior montaggio: Vessela Martschewski – Lezioni di persiano (Persian Lessons)
  - Premio del pubblico: Nowhere Special - Una storia d'amore (Nowhere Special), regia di Uberto Pasolini
- 2021
  - Espiga de oro: Chhello Show, regia di Pan Nalin
  - Espiga de plata: I tuttofare (Sis dies corrents), regia di Neus Ballús
  - Premio per il miglior regista: Fred Baillif – La Mif
  - Premio Pilar Miró per il miglior nuovo regista: Behtash Sanaeeha e Maryam Moqadam – Qaside-ye gāv-e sefid
  - Premio per la miglior attrice: Yllka Gashi – Hive
  - Premio per il miglior attore: Jurij Borisov – Scompartimento n. 6 - In viaggio con il destino (Hytti nro 6)
  - Premio Miguel Delibes per la miglior sceneggiatura: Paul Schrader – Il collezionista di carte (The Card Counter)
  - Premio per la miglior fotografia: Akiko Ashizawa – Vengeance Is Mine, All Others Pay Cash
  - Premio José Salcedo per il miglior montaggio: Fred Baillif – La Mif
  - Premio FIPRESCI: La persona peggiore del mondo (Verdens verste menneske), regia di Joachim Trier
  - Premio della gioventù: La persona peggiore del mondo (Verdens verste menneske), regia di Joachim Trier
  - Premio del pubblico: I tuttofare (Sis dies corrents), regia di Neus Ballús
- 2022
  - Espiga de oro: Terra e polvere (Yǐn rù chényān), regia di Li Ruijun
  - Espiga de plata: The Quiet Girl, regia di Colm Bairéad
  - Premio per il miglior regista: Jerzy Skolimowski – EO
  - Premio Pilar Miró per il miglior nuovo regista: Cristèle Alves Meira – Alma viva
  - Premio per la miglior attrice: Lubna Azabal – Il caftano blu (Le Bleu du caftan)
  - Premio per il miglior attore: Ivan Barnev e Karra Elejalde – Vasil
  - Premio Miguel Delibes per la miglior sceneggiatura: Mikhaël Hers, Maud Ameline e Mariette Désert – Passeggeri della notte (Les Passagers de la nuit)
  - Premio per la miglior fotografia: Ruben Impens – Le otto montagne
  - Premio José Salcedo per il miglior montaggio: Kim Sang-bum – Decision to Leave (He-eojil gyeolsim)
  - Premio FIPRESCI: The Quiet Girl, regia di Colm Bairéad
  - Premio della gioventù: Berdreymi, regia di Guðmundur Arnar Guðmundsson
  - Premio del pubblico: The Quiet Girl, regia di Colm Bairéad
- 2023
  - Espiga de oro: La imatge permanent, regia di Laura Ferrés
  - Espiga de plata: La chimera, regia di Alice Rohrwacher
  - Premio per il miglior regista: Angela Schanelec – Musik
  - Premio Pilar Miró per il miglior nuovo regista: Molly Manning Walker – How to Have Sex
  - Premio per la miglior attrice: Léa Seydoux – The Beast (La Bête)
  - Premio per il miglior attore: Dave Turner – The Old Oak
  - Premio Miguel Delibes per la miglior sceneggiatura: Marco Bellocchio e Susanna Nicchiarelli – Rapito
  - Premio per la miglior fotografia: Ivan Marković – Musik
  - Premio José Salcedo per il miglior montaggio: Gesa Jäger – La sala professori (Das Lehrerzimmer)
  - Premio FIPRESCI: Sobre todo de noche, regia di Víctor Iriarte
  - Premio della gioventù: La contadora de películas, regia di Lone Scherfig
  - Premio del pubblico: The Old Oak, regia di Ken Loach
- 2024
  - Espiga de oro: L'uomo nel bosco (Miséricorde), regia di Alain Guiraudie
  - Espiga de plata:
    - Polvo serán, regia di Carlos Marqués-Marcet
    - Stranger Eyes - Sguardi nascosti (Mò shì lù), regia di Yeo Siew Hua

  - Premio per il miglior regista: Guan Hu – Black Dog (Gǒu zhèn)
  - Premio per la miglior attrice: Laura Weissmahr – Salve Maria
    - Menzione speciale ad Ángela Molina – Polvo serán

  - Premio per il miglior attore: Jan Gunnar Roise e Thorbjørn Harr – Sex
    - Menzione speciale ad Alfredo Castro – Polvo serán

  - Premio Miguel Delibes per la miglior sceneggiatura: Alain Guiraudie – L'uomo nel bosco (Miséricorde)
  - Premio per la miglior fotografia: Weizhe Gao per Black Dog (Gǒu zhèn)
  - Premio José Salcedo per il miglior montaggio: Telmo Churro e Pedro Filipe Marques – Grand Tour
  - Premio FIPRESCI: Christmas Eve in Miller's Point, regia di Tyler Taormina
  - Premio della gioventù: Hija del volcán, regia di Jenifer de la Rosa
  - Premio del pubblico: Bob Trevino Likes It, regia di Tracie Laymon